# ATP World Tour 2009

Das Logo der ATP World Tour 2009

Die ATP World Tour 2009 war die höchste Wettbewerbsserie im männlichen Profitennis im Jahr 2009 und wurde von der ATP organisiert. Sie bestand aus den vier Grand-Slam-Turnieren (von der ITF betreut) sowie aus den ATP World Tour Masters 1000, den ATP World Tour 500 (ehemals International Series Gold) und den ATP World Tour 250 (ehemals International Series) in absteigender Bedeutung.
Im Turnierplan gab es einige Änderungen. Das Turnier in Hamburg verlor seinen Status als Masters-Turnier und wurde als 500er-Turnier statt im Mai jetzt im Juli ausgetragen. Ersetzt wurde es durch das Turnier in Madrid, das dazu von Hartplatz auf Sand wechselte und vom Oktober auf den Mai vorverlegt wurde. Das neu geschaffene Turnier in Shanghai wurde dafür als neues Hartplatz-Turnier im Oktober in die Masters-Reihe aufgenommen. Die Turniere in Stuttgart, Kitzbühel und Wien wurden herabgestuft von einem 500er- zu einem 250er-Turnier, während die Turniere in Washington, Peking, Basel und Valencia von einem 250er- zu einem 500er-Turnier heraufgestuft wurden.
Darüber hinaus gehören die ATP World Tour Finals, der Davis Cup sowie der Hopman Cup dazu. Letztere beiden wurden wie die Grand-Slams von der ITF organisiert. Der Hopman Cup schüttete als einziger keine Punkte für die Tennisweltrangliste aus.

## Tourinformationen
2009 wurden insgesamt 64 Turniere in 32 Ländern auf sechs Kontinenten ausgetragen. Die vier Grand-Slam-Turniere, der Hopman und der Davis Cup werden von der ITF veranstaltet und sind dabei streng genommen nicht Bestandteil der ATP World Tour. Von den 64 Turnieren waren 38 Hartplatz-, 20 Sandplatz- und 6 Rasenturniere. 45 Turniere wurden im Freien gespielt, 19 in der Halle.

### Turnierserien
| Anzahl der Turniere nach Turnierserie | Anzahl der Turniere nach Turnierserie |
| ------------------------------------- | ------------------------------------- |
|                                       | 4 Grand-Slam-Turniere                 |
| Barclays ATP World Tour Finals        | Barclays ATP World Tour Finals        |
| ATP World Tour Masters 1000           | 9 ATP World Tour Masters 1000         |
| ATP World Tour 500                    | 11 ATP World Tour 500                 |
| ATP World Tour 250                    | 38 ATP World Tour 250                 |
| Davis Cup                             | Davis Cup                             |
|                                       | Teamwettbewerbe                       |

### Länder
| Anzahl der Turniere nach Ländern | Anzahl der Turniere nach Ländern | Anzahl der Turniere nach Ländern |
| -------------------------------- | -------------------------------- | -------------------------------- |
| 13 Vereinigte Staaten            | 02 Schweden                      | 01 Monaco                        |
| 05 Deutschland                   | 02 Schweiz                       | 01 Marokko                       |
| 05 Frankreich                    | 01 Argentinien                   | 01 Neuseeland                    |
| 04 Vereinigtes Königreich        | 01 Brasilien                     | 01 Portugal                      |
| 03 Spanien                       | 01 Kanada                        | 01 Katar                         |
| 04 Australien                    | 01 Chile                         | 01 Rumänien                      |
| 02 Volksrepublik China           | 01 Indien                        | 01 Serbien                       |
| 02 Kroatien                      | 01 Italien                       | 01 Südafrika                     |
| 02 Niederlande                   | 01 Japan                         | 01 Thailand                      |
| 02 Österreich                    | 01 Malaysia                      | 01 Vereinigte Arabische Emirate  |
| 02 Russland                      | 01 Mexiko                        |                                  |

## Turnierplan

### Januar
| Datum  | Turnier | Sieger                          | Finalgegner                        | Ergebnis                 |
| ------ | --- | ------------------------------- | ---------------------------------- | ------------------------ |
| 31.12. | Hopman Cup Perth, Australien Hartplatz (Halle) 8 MX                                                           | Slowakei                        | Russland                           | 2:0                      |
| 31.12. | Qatar ExxonMobil Open Doha, Katar ATP World Tour 250 – Hartplatz 32E / 16D – $ 1.024.000 / $ 1.110.250        | Andy Murray                     | Andy Roddick                       | 6:4, 6:2                 |
| 31.12. | Qatar ExxonMobil Open Doha, Katar ATP World Tour 250 – Hartplatz 32E / 16D – $ 1.024.000 / $ 1.110.250        | Marc López Rafael Nadal         | Daniel Nestor Nenad Zimonjić       | 4:6, 6:4, [10:8]         |
| 31.12. | Chennai Open Chennai, Indien ATP World Tour 250 – Hartplatz 32E / 16D – $ 398.250 / $ 450.000                 | Marin Čilić                     | Somdev Devvarman                   | 6:4, 7:63                |
| 31.12. | Chennai Open Chennai, Indien ATP World Tour 250 – Hartplatz 32E / 16D – $ 398.250 / $ 450.000                 | Eric Butorac Rajeev Ram         | Jean-Claude Scherrer Stan Wawrinka | 6:3, 6:4                 |
| 31.12. | Brisbane International 2009 Brisbane, Australien ATP World Tour – Hartplatz 32E / 16D – $ 433.000 / $ 484.750 | Radek Štěpánek                  | Fernando Verdasco                  | 3:6, 6:3, 6:4            |
| 31.12. | Brisbane International 2009 Brisbane, Australien ATP World Tour – Hartplatz 32E / 16D – $ 433.000 / $ 484.750 | Marc Gicquel Jo-Wilfried Tsonga | Fernando Verdasco Mischa Zverev    | 6:4, 6:3                 |
| 12.01. | Medibank International Sydney, Australien ATP World Tour 250 – Hartplatz 28E / 16D – $ 433.000 / $ 484.750    | David Nalbandian                | Jarkko Nieminen                    | 6:3, 6:79, 6:2           |
| 12.01. | Medibank International Sydney, Australien ATP World Tour 250 – Hartplatz 28E / 16D – $ 433.000 / $ 484.750    | Bob Bryan Mike Bryan            | Daniel Nestor Nenad Zimonjić       | 6:1, 7:63                |
| 12.01. | Heineken Open Auckland, Neuseeland ATP World Tour 250 – Hartplatz 28E / 16D – $ 429.000 / $ 480.750           | Juan Martín del Potro           | Sam Querrey                        | 6:4, 6:4                 |
| 12.01. | Heineken Open Auckland, Neuseeland ATP World Tour 250 – Hartplatz 28E / 16D – $ 429.000 / $ 480.750           | Martin Damm Robert Lindstedt    | Scott Lipsky Leander Paes          | 7:5, 6:4                 |
| 19.01. | Australian Open Melbourne, Australien Grand Slam – Hartplatz 128E / 64D / 32MX – $ 23.140.000                 | Rafael Nadal                    | Roger Federer                      | 7:5, 3:6, 7:63, 3:6, 6:2 |
| 19.01. | Australian Open Melbourne, Australien Grand Slam – Hartplatz 128E / 64D / 32MX – $ 23.140.000                 | Bob Bryan Mike Bryan            | Mahesh Bhupathi Mark Knowles       | 2:6, 7:5, 6:0            |
| 19.01. | Australian Open Melbourne, Australien Grand Slam – Hartplatz 128E / 64D / 32MX – $ 23.140.000                 | Sania Mirza Mahesh Bhupathi     | Nathalie Dechy Andy Ram            | 6:3, 6:1                 |

### Februar
| Datum  | Turnier | Sieger                           | Finalgegner                      | Ergebnis           |
| ------ | --- | -------------------------------- | -------------------------------- | ------------------ |
| 02.02. | Movistar Open Viña del Mar, Chile ATP World Tour 250 – Sand 28E / 16D – $ 445.000 / $ 496.750                                                     | Fernando González                | José Acasuso                     | 6:1, 6:3           |
| 02.02. | Movistar Open Viña del Mar, Chile ATP World Tour 250 – Sand 28E / 16D – $ 445.000 / $ 496.750                                                     | Pablo Cuevas Brian Dabul         | František Čermák Michal Mertiňák | 6:3, 6:3           |
| 02.02. | PBZ Zagreb Indoors Zagreb, Kroatien ATP World Tour 250 – Hartplatz (Halle) 32E / 16D – € 398.250 / € 450.000                                      | Marin Čilić                      | Mario Ančić                      | 6:3, 6:4           |
| 02.02. | PBZ Zagreb Indoors Zagreb, Kroatien ATP World Tour 250 – Hartplatz (Halle) 32E / 16D – € 398.250 / € 450.000                                      | Martin Damm Robert Lindstedt     | Christopher Kas Rogier Wassen    | 6:4, 6:3           |
| 02.02. | SA Tennis Open Johannesburg, Südafrika ATP World Tour – Hartplatz 32E / 16D – $ 442.500 / $ 500.000                                               | Jo-Wilfried Tsonga               | Jérémy Chardy                    | 6:4, 7:65          |
| 02.02. | SA Tennis Open Johannesburg, Südafrika ATP World Tour – Hartplatz 32E / 16D – $ 442.500 / $ 500.000                                               | Jamie Cerretani Dick Norman      | Rik De Voest Ashley Fisher       | 6:77, 6:2, [14:12] |
| 09.02. | ATP Costa do Sauípe Costa do Sauípe, Brasilien ATP World Tour 250 – Sand 32E / 16D – $ 505.000 / $ 562.500                                        | Tommy Robredo                    | Thomaz Bellucci                  | 6:3, 3:6, 6:4      |
| 09.02. | ATP Costa do Sauípe Costa do Sauípe, Brasilien ATP World Tour 250 – Sand 32E / 16D – $ 505.000 / $ 562.500                                        | Tommy Robredo Marcel Granollers  | Lucas Arnold Ker Juan Mónaco     | 6:4, 7:5           |
| 09.02. | ABN AMRO World Tennis Tournament Rotterdam, Niederlande ATP World Tour 500 – Hartplatz (Halle) 32E / 16D – € 1.150.000 / € 1.445.000              | Andy Murray                      | Rafael Nadal                     | 6:3, 4:6, 6:0      |
| 09.02. | ABN AMRO World Tennis Tournament Rotterdam, Niederlande ATP World Tour 500 – Hartplatz (Halle) 32E / 16D – € 1.150.000 / € 1.445.000              | Daniel Nestor Nenad Zimonjić     | Lukáš Dlouhý Leander Paes        | 6:2, 7:5           |
| 09.02. | SAP Open San José, Vereinigte Staaten ATP World Tour – Hartplatz (Halle) 32E / 16D – $ 531.000 / $ 600.000                                        | Radek Štěpánek                   | Mardy Fish                       | 3:6, 6:4, 6:2      |
| 09.02. | SAP Open San José, Vereinigte Staaten ATP World Tour – Hartplatz (Halle) 32E / 16D – $ 531.000 / $ 600.000                                        | Radek Štěpánek Tommy Haas        | Rohan Bopanna Jarkko Nieminen    | 6:2, 6:3           |
| 16.02. | Open 13 Marseille, Frankreich ATP World Tour 250 – Hartplatz (Halle) 32E / 16D – € 512.750 / € 576.000                                            | Jo-Wilfried Tsonga               | Michaël Llodra                   | 7:5, 7:63          |
| 16.02. | Open 13 Marseille, Frankreich ATP World Tour 250 – Hartplatz (Halle) 32E / 16D – € 512.750 / € 576.000                                            | Arnaud Clément Michaël Llodra    | Julian Knowle Andy Ram           | 3:6, 6:3, [10:8]   |
| 16.02. | Regions Morgan Keegan Championships Memphis, Vereinigte Staaten ATP World Tour 500 – Hartplatz (Halle) 32E / 16D – $ 1.100.000 / $ 1.226.500      | Andy Roddick                     | Radek Štěpánek                   | 7:5, 7:5           |
| 16.02. | Regions Morgan Keegan Championships Memphis, Vereinigte Staaten ATP World Tour 500 – Hartplatz (Halle) 32E / 16D – $ 1.100.000 / $ 1.226.500      | Mardy Fish Mark Knowles          | Travis Parrott Filip Polášek     | 7:67, 6:1          |
| 16.02. | Copa Telmex Buenos Aires, Argentinien ATP World Tour 250 – Sand 32E / 16D – $ 531.000 / $ 600.000                                                 | Tommy Robredo                    | Juan Mónaco                      | 7:5, 2:6, 7:65     |
| 16.02. | Copa Telmex Buenos Aires, Argentinien ATP World Tour 250 – Sand 32E / 16D – $ 531.000 / $ 600.000                                                 | Marcel Granollers Alberto Martín | Nicolás Almagro Santiago Ventura | 6:3, 5:7, [10:8]   |
| 23.02. | Abierto Mexicano Telcel Acapulco, Mexiko ATP World Tour 500 – Sand 32E / 16D – $ 1.100.000 / $ 1.226.500                                          | Nicolás Almagro                  | Gaël Monfils                     | 6:4, 6:4           |
| 23.02. | Abierto Mexicano Telcel Acapulco, Mexiko ATP World Tour 500 – Sand 32E / 16D – $ 1.100.000 / $ 1.226.500                                          | František Čermák Michal Mertiňák | Łukasz Kubot Oliver Marach       | 4:6, 6:4, [10:7]   |
| 23.02. | Barclays Dubai Tennis Championships Dubai, Vereinigte Arabische Emirate ATP World Tour 500 – Hartplatz 32E / 16D – $ 1.619.500 / $ 2.233.000      | Novak Đoković                    | David Ferrer                     | 7:5, 6:3           |
| 23.02. | Barclays Dubai Tennis Championships Dubai, Vereinigte Arabische Emirate ATP World Tour 500 – Hartplatz 32E / 16D – $ 1.619.500 / $ 2.233.000      | Rik De Voest Dmitri Tursunow     | Martin Damm Robert Lindstedt     | 4:6, 6:3, [10:5]   |
| 23.02. | Delray Beach International Tennis Championships Delray Beach, Vereinigte Staaten ATP World Tour 250 – Hartplatz 32E / 16D – $ 442.500 / $ 500.000 | Mardy Fish                       | Jewgeni Koroljow                 | 7:5, 6:3           |
| 23.02. | Delray Beach International Tennis Championships Delray Beach, Vereinigte Staaten ATP World Tour 250 – Hartplatz 32E / 16D – $ 442.500 / $ 500.000 | Bob Bryan Mike Bryan             | Marcelo Melo André Sá            | 6:4, 6:4           |

### März
| Datum  | Turnier | Sieger                  | Finalgegner                | Ergebnis              |
| ------ | --- | ----------------------- | -------------------------- | --------------------- |
| 02.03. | Davis Cup Erste Runde | Davis Cup Erste Runde   | Davis Cup Erste Runde      | Davis Cup Erste Runde |
| 12.03. | BNP Paribas Open Indian Wells, Vereinigte Staaten ATP World Tour Masters 1000 – Hartplatz 96E / 32D – $ 3.645.000 / $ 4.500.000 | Rafael Nadal            | Andy Murray                | 6:1, 6:2              |
| 12.03. | BNP Paribas Open Indian Wells, Vereinigte Staaten ATP World Tour Masters 1000 – Hartplatz 96E / 32D – $ 3.645.000 / $ 4.500.000 | Mardy Fish Andy Roddick | Maks Mirny Andy Ram        | 3:6, 6:1, [14:12]     |
| 25.03. | Sony Ericsson Open Miami, Vereinigte Staaten ATP World Tour Masters 1000 – Hartplatz 96E / 32D – $ 3.645.000 / $ 4.500.000      | Andy Murray             | Novak Đoković              | 6:2, 7:5              |
| 25.03. | Sony Ericsson Open Miami, Vereinigte Staaten ATP World Tour Masters 1000 – Hartplatz 96E / 32D – $ 3.645.000 / $ 4.500.000      | Maks Mirny Andy Ram     | Ashley Fisher Stephen Huss | 6:74, 6:2, [10:7]     |

### April
| Datum  | Turnier | Sieger                       | Finalgegner                  | Ergebnis          |
| ------ | --- | ---------------------------- | ---------------------------- | ----------------- |
| 06.04. | US Men’s Clay Court Championships Houston, Vereinigte Staaten ATP World Tour 250 – Sand 32E / 16D – $ 442.500 / $ 500.000 | Lleyton Hewitt               | Wayne Odesnik                | 6:2, 7:5          |
| 06.04. | US Men’s Clay Court Championships Houston, Vereinigte Staaten ATP World Tour 250 – Sand 32E / 16D – $ 442.500 / $ 500.000 | Bob Bryan Mike Bryan         | Jesse Levine Ryan Sweeting   | 6:1, 6:2          |
| 06.04. | Grand Prix Hassan II Casablanca, Marokko ATP World Tour 250 – Sand 32E / 16D – € 398.250 / € 450.000                      | Juan Carlos Ferrero          | Florent Serra                | 6:4, 7:5          |
| 06.04. | Grand Prix Hassan II Casablanca, Marokko ATP World Tour 250 – Sand 32E / 16D – € 398.250 / € 450.000                      | Łukasz Kubot Oliver Marach   | Simon Aspelin Paul Hanley    | 7:64, 3:6, [10:6] |
| 13.04. | Monte-Carlo Rolex Masters Monaco, Monaco ATP World Tour Masters 1000 – Sand 56E / 24D – € 2.227.500 / € 2.750.000         | Rafael Nadal                 | Novak Đoković                | 6:3, 2:6, 6:1     |
| 13.04. | Monte-Carlo Rolex Masters Monaco, Monaco ATP World Tour Masters 1000 – Sand 56E / 24D – € 2.227.500 / € 2.750.000         | Daniel Nestor Nenad Zimonjić | Bob Bryan Mike Bryan         | 6:1, 6:4          |
| 20.04. | Barcelona Open Banco Sabadell Barcelona, Spanien ATP World Tour 500 – Sand 56E / 28D – € 1.550.000 / € 1.995.000          | Rafael Nadal                 | David Ferrer                 | 6:2, 7:5          |
| 20.04. | Barcelona Open Banco Sabadell Barcelona, Spanien ATP World Tour 500 – Sand 56E / 28D – € 1.550.000 / € 1.995.000          | Daniel Nestor Nenad Zimonjić | Mahesh Bhupathi Mark Knowles | 6:3, 7:69         |
| 27.04. | Internazionali BNL d’Italia Rom, Italien ATP World Tour Masters 1000 – Sand 56E / 24D – € 2.227.500 / € 2.750.000         | Rafael Nadal                 | Novak Đoković                | 7:62, 6:2         |
| 27.04. | Internazionali BNL d’Italia Rom, Italien ATP World Tour Masters 1000 – Sand 56E / 24D – € 2.227.500 / € 2.750.000         | Daniel Nestor Nenad Zimonjić | Bob Bryan Mike Bryan         | 7:65, 6:3         |

### Mai
| Datum  | Turnier | Sieger                       | Finalgegner                       | Ergebnis          |
| ------ | --- | ---------------------------- | --------------------------------- | ----------------- |
| 03.05. | Estoril Open Estoril, Portugal ATP World Tour 250 – Sand 32E / 16D – € 398.250 / € 450.000                            | Albert Montañés              | James Blake                       | 5:7, 7:66, 6:0    |
| 03.05. | Estoril Open Estoril, Portugal ATP World Tour 250 – Sand 32E / 16D – € 398.250 / € 450.000                            | Eric Butorac Scott Lipsky    | Martin Damm Robert Lindstedt      | 6:3, 6:2          |
| 03.05. | BMW Open München, Deutschland ATP World Tour 250 – Sand 32E / 16D – € 398.250 / € 450.000                             | Tomáš Berdych                | Michail Juschny                   | 6:4, 4:6, 7:65    |
| 03.05. | BMW Open München, Deutschland ATP World Tour 250 – Sand 32E / 16D – € 398.250 / € 450.000                             | Jan Hernych Ivo Minář        | Ashley Fisher Jordan Kerr         | 6:4, 6:4          |
| 03.05. | Serbia Open Belgrad, Serbien ATP World Tour 250 – Sand 28E / 16D – € 398.250 / € 450.000                              | Novak Đoković                | Łukasz Kubot                      | 6:3, 7:60         |
| 03.05. | Serbia Open Belgrad, Serbien ATP World Tour 250 – Sand 28E / 16D – € 398.250 / € 450.000                              | Łukasz Kubot Oliver Marach   | Johan Brunström Jean-Julien Rojer | 6:2, 7:63         |
| 10.05. | Mutua Madrileña Madrid Open Madrid, Spanien ATP World Tour Masters 1000 – Sand 56E / 24D – € 2.835.000 / € 3.700.000  | Roger Federer                | Rafael Nadal                      | 6:4, 6:4          |
| 10.05. | Mutua Madrileña Madrid Open Madrid, Spanien ATP World Tour Masters 1000 – Sand 56E / 24D – € 2.835.000 / € 3.700.000  | Daniel Nestor Nenad Zimonjić | Simon Aspelin Wesley Moodie       | 6:4, 6:4          |
| 17.05. | Interwetten Austrian Open Kitzbühel Kitzbühel, Österreich ATP World Tour 250 – Sand 32E / 16D – € 398.250 / € 450.000 | Guillermo García López       | Julien Benneteau                  | 3:6, 7:61, 6:3    |
| 17.05. | Interwetten Austrian Open Kitzbühel Kitzbühel, Österreich ATP World Tour 250 – Sand 32E / 16D – € 398.250 / € 450.000 | Marcelo Melo André Sá        | Andrei Pavel Horia Tecău          | 6:79, 6:2, [10:7] |
| 17.05. | ARAG ATP World Team Championship Düsseldorf, Deutschland ATP World Tour 250 – Sand 8 Teams – € 700.000 / € 1.366.000  | Serbien                      | Deutschland                       | 2:1               |
| 25.05. | French Open Paris, Frankreich Grand Slam – Sand 128E / 64D / 32MX – € 15.260.000                                      | Roger Federer                | Robin Söderling                   | 6:1, 7:61, 6:4    |
| 25.05. | French Open Paris, Frankreich Grand Slam – Sand 128E / 64D / 32MX – € 15.260.000                                      | Lukáš Dlouhý Leander Paes    | Wesley Moodie Dick Norman         | 3:6, 6:3, 6:2     |
| 25.05. | French Open Paris, Frankreich Grand Slam – Sand 128E / 64D / 32MX – € 15.260.000                                      | Liezel Huber Bob Bryan       | Vania King Marcelo Melo           | 5:7, 7:65, [10:7] |

### Juni
| Datum  | Turnier | Sieger                                | Finalgegner                       | Ergebnis                    |
| ------ | --- | ------------------------------------- | --------------------------------- | --------------------------- |
| 08.06. | Gerry Weber Open Halle, Deutschland ATP World Tour 250 – Rasen 32E / 16D – € 663.750 / € 750.000                         | Tommy Haas                            | Novak Đoković                     | 6:3, 6:74, 6:1              |
| 08.06. | Gerry Weber Open Halle, Deutschland ATP World Tour 250 – Rasen 32E / 16D – € 663.750 / € 750.000                         | Christopher Kas Philipp Kohlschreiber | Andreas Beck Marco Chiudinelli    | 6:3, 6:4                    |
| 08.06. | AEGON Championships London, Vereinigtes Königreich ATP World Tour 250 – Rasen 56E / 24D – $ 663.750 / $ 750.000          | Andy Murray                           | James Blake                       | 7:5, 6:4                    |
| 08.06. | AEGON Championships London, Vereinigtes Königreich ATP World Tour 250 – Rasen 56E / 24D – $ 663.750 / $ 750.000          | Wesley Moodie Michail Juschny         | Marcelo Melo André Sá             | 6:4, 4:6, [10:6]            |
| 14.06. | Ordina Open ’s-Hertogenbosch, Niederlande ATP World Tour 250 – Rasen 32E / 16D – € 398.250 / € 450.000                   | Benjamin Becker                       | Raemon Sluiter                    | 7:5, 6:3                    |
| 14.06. | Ordina Open ’s-Hertogenbosch, Niederlande ATP World Tour 250 – Rasen 32E / 16D – € 398.250 / € 450.000                   | Wesley Moodie Dick Norman             | Johan Brunström Jean-Julien Rojer | 7:63, 6:78, [10:5]          |
| 14.06. | AEGON International 2009 Eastbourne, Vereinigtes Königreich ATP World Tour 250 – Rasen 32E / 16D – € 398.250 / € 450.000 | Dmitri Tursunow                       | Frank Dancevic                    | 6:3, 7:65                   |
| 14.06. | AEGON International 2009 Eastbourne, Vereinigtes Königreich ATP World Tour 250 – Rasen 32E / 16D – € 398.250 / € 450.000 | Mariusz Fyrstenberg Marcin Matkowski  | Travis Parrott Filip Polášek      | 6:4, 6:4                    |
| 22.06. | Wimbledon Championships London, Vereinigtes Königreich Grand Slam – Rasen 128E / 64D / 48MX – £ 12.550.000               | Roger Federer                         | Andy Roddick                      | 5:7, 7:66, 7:65, 3:6, 16:14 |
| 22.06. | Wimbledon Championships London, Vereinigtes Königreich Grand Slam – Rasen 128E / 64D / 48MX – £ 12.550.000               | Daniel Nestor Nenad Zimonjić          | Bob Bryan Mike Bryan              | 7:67, 6:73, 7:63, 6:3       |
| 22.06. | Wimbledon Championships London, Vereinigtes Königreich Grand Slam – Rasen 128E / 64D / 48MX – £ 12.550.000               | Anna-Lena Grönefeld Mark Knowles      | Cara Black Leander Paes           | 7:5, 6:3                    |

### Juli
| Datum  | Turnier | Sieger                           | Finalgegner                       | Ergebnis           |
| ------ | --- | -------------------------------- | --------------------------------- | ------------------ |
| 06.07. | Campbell’s Hall of Fame Tennis Championships Newport, Vereinigte Staaten ATP World Tour 250 – Rasen 32E / 16D – $ 442.500 / $ 500.000 | Rajeev Ram                       | Sam Querrey                       | 6:73, 7:5, 6:3     |
| 06.07. | Campbell’s Hall of Fame Tennis Championships Newport, Vereinigte Staaten ATP World Tour 250 – Rasen 32E / 16D – $ 442.500 / $ 500.000 | Jordan Kerr Rajeev Ram           | Michael Kohlmann Rogier Wassen    | 6:76, 7:67, [10:6] |
| 06.07. | Davis Cup Viertelfinale |                                  |                                   |                    |
| 13.07. | Catella Swedish Open Båstad, Schweden ATP World Tour 250 – Belag 28E / 16D – € 398.250 / € 450.000                                    | Robin Söderling                  | Juan Mónaco                       | 6:3, 7:64          |
| 13.07. | Catella Swedish Open Båstad, Schweden ATP World Tour 250 – Belag 28E / 16D – € 398.250 / € 450.000                                    | Jaroslav Levinský Filip Polášek  | Robert Lindstedt Robin Söderling  | 1:6, 6:3, [10:7]   |
| 13.07. | Mercedes Cup Stuttgart, Deutschland ATP World Tour 250 – Belag 32E / 16D – € 398.250 / € 450.000                                      | Jérémy Chardy                    | Victor Hănescu                    | 1:6, 6:3, 6:4      |
| 13.07. | Mercedes Cup Stuttgart, Deutschland ATP World Tour 250 – Belag 32E / 16D – € 398.250 / € 450.000                                      | František Čermák Michal Mertiňák | Victor Hănescu Horia Tecău        | 7:5, 6:4           |
| 20.07. | International German Open Hamburg Hamburg, Deutschland ATP World Tour 500 – Sand 48E / 16D – € 1.000.000 / € 1.150.000                | Nikolai Dawydenko                | Paul-Henri Mathieu                | 6:4, 6:2           |
| 20.07. | International German Open Hamburg Hamburg, Deutschland ATP World Tour 500 – Sand 48E / 16D – € 1.000.000 / € 1.150.000                | Simon Aspelin Paul Hanley        | Marcelo Melo Filip Polášek        | 6:3, 6:3           |
| 20.07. | Indianapolis Tennis Championships Indianapolis, Vereinigte Staaten ATP World Tour 250 – Belag 32E / 16D – $ 450.000 / $ 519.000       | Robby Ginepri                    | Sam Querrey                       | 6:2, 6:4           |
| 20.07. | Indianapolis Tennis Championships Indianapolis, Vereinigte Staaten ATP World Tour 250 – Belag 32E / 16D – $ 450.000 / $ 519.000       | Ernests Gulbis Dmitri Tursunow   | Ashley Fisher Jordan Kerr         | 6:4, 3:6, [11:9]   |
| 27.07. | Allianz Suisse Open Gstaad Gstaad, Schweiz ATP World Tour 250 – Sand 32E / 16D – € 398.250 / € 450.000                                | Thomaz Bellucci                  | Andreas Beck                      | 6:4, 7:62          |
| 27.07. | Allianz Suisse Open Gstaad Gstaad, Schweiz ATP World Tour 250 – Sand 32E / 16D – € 398.250 / € 450.000                                | Michael Lammer Marco Chiudinelli | Jaroslav Levinský Filip Polášek   | 7:5, 6:3           |
| 27.07. | LA Tennis Open Los Angeles, Vereinigte Staaten ATP World Tour 250 – Hartplatz 28E / 16D – $ 550.000 / $ 630.500                       | Sam Querrey                      | Carsten Ball                      | 6:4, 3:6, 6:1      |
| 27.07. | LA Tennis Open Los Angeles, Vereinigte Staaten ATP World Tour 250 – Hartplatz 28E / 16D – $ 550.000 / $ 630.500                       | Bob Bryan Mike Bryan             | Benjamin Becker Frank Moser       | 6:4, 7:62          |
| 27.07. | ATP Studena Croatia Open Umag, Kroatien ATP World Tour 250 – Sand 32E / 16D – € 398.500 / € 450.000                                   | Nikolay Dawydenko                | Juan Carlos Ferrero               | 6:3, 6:0           |
| 27.07. | ATP Studena Croatia Open Umag, Kroatien ATP World Tour 250 – Sand 32E / 16D – € 398.500 / € 450.000                                   | František Čermák Michal Mertiňák | Johan Brunström Jean-Julien Rojer | 6:4, 6:4           |

### August
| Datum  | Turnier | Sieger                          | Finalgegner                          | Ergebnis                  |
| ------ | --- | ------------------------------- | ------------------------------------ | ------------------------- |
| 03.08. | Legg Mason Tennis Classic Washington, Vereinigte Staaten ATP World Tour 500 – Hartplatz 48E / 16D – $ 1.165.500 / $ 1.402.000                          | Juan Martín del Potro           | Andy Roddick                         | 3:6, 7:5, 7:66            |
| 03.08. | Legg Mason Tennis Classic Washington, Vereinigte Staaten ATP World Tour 500 – Hartplatz 48E / 16D – $ 1.165.500 / $ 1.402.000                          | Martin Damm Robert Lindstedt    | Mariusz Fyrstenberg Marcin Matkowski | 7:5, 7:63                 |
| 10.08. | Rogers Cup Montreal, Kanada ATP World Tour Masters 1000 – Hartplatz 56E / 24D – $ 2.430.00 / $ 3.000.000                                               | Andy Murray                     | Juan Martín del Potro                | 6:74, 7:63, 6:1           |
| 10.08. | Rogers Cup Montreal, Kanada ATP World Tour Masters 1000 – Hartplatz 56E / 24D – $ 2.430.00 / $ 3.000.000                                               | Mahesh Bhupathi Mark Knowles    | Maks Mirny Andy Ram                  | 6:4, 6:3                  |
| 17.08. | Western & Southern Financial Group Masters Cincinnati, Vereinigte Staaten ATP World Tour Masters 1000 – Hartplatz 56E / 24D – $ 2.430.00 / $ 3.000.000 | Roger Federer                   | Novak Đoković                        | 6:1, 7:5                  |
| 17.08. | Western & Southern Financial Group Masters Cincinnati, Vereinigte Staaten ATP World Tour Masters 1000 – Hartplatz 56E / 24D – $ 2.430.00 / $ 3.000.000 | Daniel Nestor Nenad Zimonjić    | Bob Bryan Mike Bryan                 | 3:6, 7:64, [15:13]        |
| 24.08. | Pilot Pen Tennis New Haven, Vereinigte Staaten ATP World Tour 250 – Hartplatz 48E / 16D – $ 663.750 / $ 750.000                                        | Fernando Verdasco               | Sam Querrey                          | 6:4, 7:66                 |
| 24.08. | Pilot Pen Tennis New Haven, Vereinigte Staaten ATP World Tour 250 – Hartplatz 48E / 16D – $ 663.750 / $ 750.000                                        | Julian Knowle Jürgen Melzer     | Bruno Soares Kevin Ullyett           | 6:4, 7:63                 |
| 31.08. | US Open New York City, Vereinigte Staaten Grand Slam – Hartplatz 128E / 64D / 32MX – $ 21.600.000                                                      | Juan Martín del Potro           | Roger Federer                        | 3:6, 7:65, 4:6, 7:64, 6:2 |
| 31.08. | US Open New York City, Vereinigte Staaten Grand Slam – Hartplatz 128E / 64D / 32MX – $ 21.600.000                                                      | Lukáš Dlouhý Leander Paes       | Mahesh Bhupathi Mark Knowles         | 3:6, 6:3, 6:2             |
| 31.08. | US Open New York City, Vereinigte Staaten Grand Slam – Hartplatz 128E / 64D / 32MX – $ 21.600.000                                                      | Carly Gullickson Travis Parrott | Cara Black Leander Paes              | 6:2, 6:4                  |

### September
| Datum  | Turnier | Sieger                               | Finalgegner                          | Ergebnis             |
| ------ | --- | ------------------------------------ | ------------------------------------ | -------------------- |
| 14.09. | Davis Cup Halbfinale                                                                                                  | Davis Cup Halbfinale                 | Davis Cup Halbfinale                 | Davis Cup Halbfinale |
| 21.09. | Open de Moselle Metz, Frankreich ATP World Tour 250 – Hartplatz (Halle) 28E / 16D – € 398.250 / € 450.000             | Gaël Monfils                         | Philipp Kohlschreiber                | 7:61, 3:6, 6:2       |
| 21.09. | Open de Moselle Metz, Frankreich ATP World Tour 250 – Hartplatz (Halle) 28E / 16D – € 398.250 / € 450.000             | Colin Fleming Ken Skupski            | Arnaud Clément Michaël Llodra        | 2:6, 6:4, [10:5]     |
| 21.09. | BCR Open Romania Bukarest, Rumänien ATP World Tour 250 – Sand 32E / 16D – € 398.250 / € 450.000                       | Albert Montañés                      | Juan Mónaco                          | 7:62, 7:66           |
| 21.09. | BCR Open Romania Bukarest, Rumänien ATP World Tour 250 – Sand 32E / 16D – € 398.250 / € 450.000                       | František Čermák Michal Mertiňák     | Johan Brunström Jean-Julien Rojer    | 6:2, 6:4             |
| 28.09. | PTT Thailand Open Bangkok, Thailand ATP World Tour 250 – Hartplatz (Halle) 28E / 16D – $ 551.000 / $ 608.500          | Gilles Simon                         | Viktor Troicki                       | 7:5, 6:3             |
| 28.09. | PTT Thailand Open Bangkok, Thailand ATP World Tour 250 – Hartplatz (Halle) 28E / 16D – $ 551.000 / $ 608.500          | Eric Butorac Rajeev Ram              | Guillermo García López Mischa Zverev | 7:64, 6:3            |
| 28.09. | Proton Malaysian Open Kuala Lumpur, Malaysia ATP World Tour 250 – Hartplatz (Halle) 28E / 16D – $ 850.000 / $ 947.750 | Nikolai Dawydenko                    | Fernando Verdasco                    | 6:4, 7:5             |
| 28.09. | Proton Malaysian Open Kuala Lumpur, Malaysia ATP World Tour 250 – Hartplatz (Halle) 28E / 16D – $ 850.000 / $ 947.750 | Mariusz Fyrstenberg Marcin Matkowski | Igor Kunitsyn Jaroslav Levinský      | 6:2, 6:1             |

### Oktober
| Datum  | Turnier | Sieger                              | Finalgegner                          | Ergebnis         |
| ------ | --- | ----------------------------------- | ------------------------------------ | ---------------- |
| 05.10. | China Open Peking, Volksrepublik China ATP World Tour 500 – Hartplatz 32E / 16D – $ 2.100.500 / $ 3.337.000                           | Novak Đoković                       | Marin Čilić                          | 6:2, 7:64        |
| 05.10. | China Open Peking, Volksrepublik China ATP World Tour 500 – Hartplatz 32E / 16D – $ 2.100.500 / $ 3.337.000                           | Bob Bryan Mike Bryan                | Mark Knowles Andy Roddick            | 6:4, 6:2         |
| 05.10. | Rakuten Japan Open Championships Tokio, Japan ATP World Tour 500 – Hartplatz 32E / 16D – $ 1.100.000 / $ 1.226.500                    | Jo-Wilfried Tsonga                  | Michail Juschny                      | 6:3, 6:3         |
| 05.10. | Rakuten Japan Open Championships Tokio, Japan ATP World Tour 500 – Hartplatz 32E / 16D – $ 1.100.000 / $ 1.226.500                    | Julian Knowle Jürgen Melzer         | Ross Hutchins Jordan Kerr            | 6:2, 5:7, [10:8] |
| 12.10. | Shanghai ATP Masters 1000 Shanghai, Volksrepublik China ATP World Tour Masters 1000 – Hartplatz 56E / 24D – $ 3.240.000 / $ 5.250.000 | Nikolai Dawydenko                   | Rafael Nadal                         | 7:63, 6:3        |
| 12.10. | Shanghai ATP Masters 1000 Shanghai, Volksrepublik China ATP World Tour Masters 1000 – Hartplatz 56E / 24D – $ 3.240.000 / $ 5.250.000 | Julien Benneteau Jo-Wilfried Tsonga | Mariusz Fyrstenberg Marcin Matkowski | 6:2, 6:4         |
| 19.10. | If Stockholm Open Stockholm, Schweden ATP World Tour 250 – Hartplatz (Halle) 32E / 16D – € 531.000 / € 600.000                        | Marcos Baghdatis                    | Olivier Rochus                       | 6:1, 7:5         |
| 19.10. | If Stockholm Open Stockholm, Schweden ATP World Tour 250 – Hartplatz (Halle) 32E / 16D – € 531.000 / € 600.000                        | Bruno Soares Kevin Ullyett          | Simon Aspelin Paul Hanley            | 6:4, 7:64        |
| 19.10. | Kremlin Cup Moskau, Russland ATP World Tour 250 – Hartplatz (Halle) 32E / 16D – $ 1.000.000 / $ 1.080.500                             | Michail Juschny                     | Janko Tipsarević                     | 6:75, 6:0, 6:4   |
| 19.10. | Kremlin Cup Moskau, Russland ATP World Tour 250 – Hartplatz (Halle) 32E / 16D – $ 1.000.000 / $ 1.080.500                             | Pablo Cuevas Marcel Granollers      | František Čermák Michal Mertiňák     | 4:6, 7:5, [10:8] |
| 26.10. | St. Petersburg Open Sankt Petersburg, Russland ATP World Tour 250 – Hartplatz (Halle) 32E / 16D – $ 663.750 / $ 750.000               | Serhij Stachowskyj                  | Horacio Zeballos                     | 2:6, 7:68, 7:67  |
| 26.10. | St. Petersburg Open Sankt Petersburg, Russland ATP World Tour 250 – Hartplatz (Halle) 32E / 16D – $ 663.750 / $ 750.000               | Colin Fleming Ken Skupski           | Jérémy Chardy Richard Gasquet        | 2:6, 7:5, [10:4] |
| 26.10. | Grand Prix de Tennis de Lyon Lyon, Frankreich ATP World Tour 250 – Hartplatz (Halle) 32E / 16D – € 575.250 / € 650.000                | Ivan Ljubičić                       | Michaël Llodra                       | 7:5, 6:3         |
| 26.10. | Grand Prix de Tennis de Lyon Lyon, Frankreich ATP World Tour 250 – Hartplatz (Halle) 32E / 16D – € 575.250 / € 650.000                | Julien Benneteau Nicolas Mahut      | Arnaud Clément Sébastien Grosjean    | 6:4, 7:66        |
| 26.10. | Bank Austria TennisTrophy Wien, Österreich ATP World Tour 250 – Hartplatz (Halle) 32E / 16D – € 500.000 / € 574.750                   | Jürgen Melzer                       | Marin Čilić                          | 6:4, 6:3         |
| 26.10. | Bank Austria TennisTrophy Wien, Österreich ATP World Tour 250 – Hartplatz (Halle) 32E / 16D – € 500.000 / € 574.750                   | Łukasz Kubot Oliver Marach          | Julian Knowle Jürgen Melzer          | 2:6, 6:4, [11:9] |

### November
| Datum  | Turnier | Sieger                           | Finalgegner                     | Ergebnis         |
| ------ | --- | -------------------------------- | ------------------------------- | ---------------- |
| 02.11. | Davidoff Swiss Indoors Basel Basel, Schweiz ATP World Tour 500 – Hartplatz (Halle) 32E / 16D – € 1.225.000 / € 1.755.000    | Novak Đoković                    | Roger Federer                   | 6:4, 4:6, 6:2    |
| 02.11. | Davidoff Swiss Indoors Basel Basel, Schweiz ATP World Tour 500 – Hartplatz (Halle) 32E / 16D – € 1.225.000 / € 1.755.000    | Daniel Nestor Nenad Zimonjić     | Bob Bryan Mike Bryan            | 6:3, 6:2         |
| 02.11. | Valencia Open 500 Valencia, Spanien ATP World Tour 500 – Hartplatz (Halle) 32E / 16D – € 1.357.000 / € 2.019.000            | Andy Murray                      | Michail Juschny                 | 6:3, 6:2         |
| 02.11. | Valencia Open 500 Valencia, Spanien ATP World Tour 500 – Hartplatz (Halle) 32E / 16D – € 1.357.000 / € 2.019.000            | František Čermák Michal Mertiňák | Marcel Granollers Tommy Robredo | 6:4, 6:3         |
| 09.11. | BNP Paribas Masters Paris, Frankreich ATP World Tour Masters 1000 – Hartplatz (Halle) 32E / 16D – € 2.227.000 / € 2.750.000 | Novak Đoković                    | Gaël Monfils                    | 6:2, 5:7, 7:63   |
| 09.11. | BNP Paribas Masters Paris, Frankreich ATP World Tour Masters 1000 – Hartplatz (Halle) 32E / 16D – € 2.227.000 / € 2.750.000 | Daniel Nestor Nenad Zimonjić     | Marcel Granollers Tommy Robredo | 6:3, 6:4         |
| 23.11. | ATP World Tour Finals London, Vereinigtes Königreich Hartplatz (Halle) 8E / 8D – $ 5.000.000                                | Nikolai Dawydenko                | Juan Martín del Potro           | 6:3, 6:4         |
| 23.11. | ATP World Tour Finals London, Vereinigtes Königreich Hartplatz (Halle) 8E / 8D – $ 5.000.000                                | Bob Bryan Mike Bryan             | Maks Mirny Andy Ram             | 7:65, 6:3        |
| 30.11. | Davis Cup Finale | Davis Cup Finale                 | Davis Cup Finale                | Davis Cup Finale |

- 1 Turnierbeginn (ohne Qualifikation)
- 2 Das Kürzel „(Halle)“ (= indoor) bedeutet, dass das betreffende Turnier in einer Halle ausgetragen wird.

## Weltrangliste zu Saisonende
| Pos. | Spieler               | Punkte |
| ---- | --------------------- | ------ |
| 1.   | Roger Federer         | 10550  |
| 2.   | Rafael Nadal          | 9205   |
| 3.   | Novak Đoković         | 8310   |
| 4.   | Andy Murray           | 7030   |
| 5.   | Juan Martín del Potro | 6785   |
| 6.   | Nikolai Dawydenko     | 4930   |
| 7.   | Andy Roddick          | 4410   |
| 8.   | Robin Söderling       | 3410   |
| 9.   | Fernando Verdasco     | 3300   |
| 10.  | Jo-Wilfried Tsonga    | 2875   |

| Pos. | Spieler         | Punkte |
| ---- | --------------- | ------ |
| 1.   | Bob Bryan       | 10480  |
| 1.   | Mike Bryan      | 10480  |
| 3.   | Daniel Nestor   | 10410  |
| 3.   | Nenad Zimonjić  | 10410  |
| 5.   | Mark Knowles    | 6880   |
| 6.   | Lukáš Dlouhý    | 6460   |
| 7.   | Mahesh Bhupathi | 6260   |
| 8.   | Leander Paes    | 5890   |
| 9.   | Andy Ram        | 4950   |
| 10.  | Wesley Moodie   | 4550   |

## Turniersieger

### Einzel
| Rang   | Spieler                | Siege | Grand Slam | Tour Final | Masters 1000 | World Tour 500 | World Tour 250 | Hartplatz | Sand | Rasen | Freiplatz | Halle |
| ------ | ---------------------- | ----- | ---------- | ---------- | ------------ | -------------- | -------------- | --------- | ---- | ----- | --------- | ----- |
| 1.     | Andy Murray            | 6     | -          | -          | 2            | 2              | 2              | 5         | -    | 1     | 4         | 2     |
| 2.     | Nikolay Dawydenko      | 5     | -          | 1          | 1            | 1              | 2              | 3         | 2    | -     | 3         | 2     |
| 2.     | Novak Đoković          | 5     | -          | -          | 1            | 3              | 1              | 4         | 1    | -     | 3         | 2     |
| 2.     | Rafael Nadal           | 5     | 1          | -          | 3            | 1              | -              | 2         | 3    | -     | 5         | -     |
| 5.     | Roger Federer          | 4     | 2          | -          | 2            | -              | -              | 1         | 2    | 1     | 4         | -     |
| 6.     | Juan Martín del Potro  | 3     | 1          | -          | -            | 1              | 1              | 3         | -    | -     | 3         | -     |
| 6.     | Jo-Wilfried Tsonga     | 3     | -          | -          | -            | 1              | 2              | 3         | -    | -     | 2         | 1     |
| 8.     | Marin Čilić            | 2     | -          | -          | -            | -              | 2              | 2         | -    | -     | 1         | 1     |
| 8.     | Albert Montañés        | 2     | -          | -          | -            | -              | 2              | -         | 2    | -     | 2         | -     |
| 8.     | Tommy Robredo          | 2     | -          | -          | -            | -              | 2              | -         | 2    | -     | 2         | -     |
| 8.     | Radek Štěpánek         | 2     | -          | -          | -            | -              | 2              | 2         | -    | -     | 1         | 1     |
| 12.    | Nicolás Almagro        | 1     | -          | -          | -            | 1              | -              | -         | 1    | -     | 1         | -     |
| 12.    | Marcos Baghdatis       | 1     | -          | -          | -            | -              | 1              | 1         | -    | -     | -         | 1     |
| 12.    | Benjamin Becker        | 1     | -          | -          | -            | -              | 1              | -         | -    | 1     | 1         | -     |
| 12.    | Thomaz Bellucci        | 1     | -          | -          | -            | -              | 1              | -         | 1    | -     | 1         | -     |
| 12.    | Tomáš Berdych          | 1     | -          | -          | -            | -              | 1              | -         | 1    | -     | 1         | -     |
| 12.    | Jérémy Chardy          | 1     | -          | -          | -            | -              | 1              | -         | 1    | -     | 1         | -     |
| 12.    | Juan Carlos Ferrero    | 1     | -          | -          | -            | -              | 1              | -         | 1    | -     | 1         | -     |
| 12.    | Mardy Fish             | 1     | -          | -          | -            | -              | 1              | 1         | -    | -     | 1         | -     |
| 12.    | Guillermo García López | 1     | -          | -          | -            | -              | 1              | -         | 1    | -     | 1         | -     |
| 12.    | Robby Ginepri          | 1     | -          | -          | -            | -              | 1              | 1         | -    | -     | 1         | -     |
| 12.    | Fernando González      | 1     | -          | -          | -            | -              | 1              | -         | 1    | -     | 1         | -     |
| 12.    | Tommy Haas             | 1     | -          | -          | -            | -              | 1              | -         | -    | 1     | 1         | -     |
| 12.    | Lleyton Hewitt         | 1     | -          | -          | -            | -              | 1              | -         | 1    | -     | 1         | -     |
| 12.    | Michail Juschny        | 1     | -          | -          | -            | -              | 1              | 1         | -    | -     | -         | 1     |
| 12.    | Ivan Ljubičić          | 1     | -          | -          | -            | -              | 1              | 1         | -    | -     | -         | 1     |
| 12.    | Jürgen Melzer          | 1     | -          | -          | -            | -              | 1              | 1         | -    | -     | -         | 1     |
| 12.    | Gaël Monfils           | 1     | -          | -          | -            | -              | 1              | 1         | -    | -     | -         | 1     |
| 12.    | David Nalbandian       | 1     | -          | -          | -            | -              | 1              | 1         | -    | -     | 1         | -     |
| 12.    | Sam Querrey            | 1     | -          | -          | -            | -              | 1              | 1         | -    | -     | 1         | -     |
| 12.    | Rajeev Ram             | 1     | -          | -          | -            | -              | 1              | -         | -    | 1     | 1         | -     |
| 12.    | Andy Roddick           | 1     | -          | -          | -            | 1              | -              | 1         | -    | -     | -         | 1     |
| 12.    | Gilles Simon           | 1     | -          | -          | -            | -              | 1              | 1         | -    | -     | -         | 1     |
| 12.    | Robin Söderling        | 1     | -          | -          | -            | -              | 1              | -         | 1    | -     | 1         | -     |
| 12.    | Serhij Stachowskyj     | 1     | -          | -          | -            | -              | 1              | 1         | -    | -     | -         | 1     |
| 12.    | Dmitri Tursunow        | 1     | -          | -          | -            | -              | 1              | -         | -    | 1     | 1         | -     |
| 12.    | Fernando Verdasco      | 1     | -          | -          | -            | -              | 1              | 1         | -    | -     | 1         | -     |
| Gesamt |                        | 65    | 4          | 1          | 9            | 11             | 40             | 38        | 21   | 6     | 48        | 17    |

### Doppel
| Rang   | Spieler               | Siege | Grand Slam | Tour Final | Masters 1000 | World Tour 500 | World Tour 250 | Hartplatz | Sand | Rasen | Freiplatz | Halle |
| ------ | --------------------- | ----- | ---------- | ---------- | ------------ | -------------- | -------------- | --------- | ---- | ----- | --------- | ----- |
| 1.     | Daniel Nestor         | 9     | 1          | -          | 5            | 3              | -              | 4         | 4    | 1     | 6         | 3     |
| 1.     | Nenad Zimonjić        | 9     | 1          | -          | 5            | 3              | -              | 4         | 4    | 1     | 6         | 3     |
| 3.     | Bob Bryan             | 7     | 1          | 1          | -            | 1              | 4              | 6         | 1    | -     | 6         | 1     |
| 3.     | Mike Bryan            | 7     | 1          | 1          | -            | 1              | 4              | 6         | 1    | -     | 6         | 1     |
| 5.     | František Čermák      | 5     | -          | -          | -            | 2              | 3              | 1         | 4    | -     | 4         | 1     |
| 5.     | Michal Mertiňák       | 5     | -          | -          | -            | 2              | 3              | 1         | 4    | -     | 4         | 1     |
| 7.     | Eric Butorac          | 3     | -          | -          | -            | -              | 3              | 2         | 1    | -     | 2         | 1     |
| 7.     | Martin Damm           | 3     | -          | -          | -            | 1              | 2              | 3         | -    | -     | 2         | 1     |
| 7.     | Marcel Granollers     | 3     | -          | -          | -            | -              | 3              | 1         | 2    | -     | 2         | 1     |
| 7.     | Łukasz Kubot          | 3     | -          | -          | -            | -              | 3              | 1         | 2    | -     | 2         | 1     |
| 7.     | Robert Lindstedt      | 3     | -          | -          | -            | 1              | 2              | 3         | -    | -     | 2         | 1     |
| 7.     | Oliver Marach         | 3     | -          | -          | -            | -              | 3              | 1         | 2    | -     | 2         | 1     |
| 7.     | Rajeev Ram            | 3     | -          | -          | -            | -              | 3              | 2         | -    | 1     | 2         | 1     |
| 14.    | Julien Benneteau      | 2     | -          | -          | 1            | -              | 1              | 2         | -    | -     | 1         | 1     |
| 14.    | Pablo Cuevas          | 2     | -          | -          | -            | -              | 2              | 1         | 1    | -     | 1         | 1     |
| 14.    | Lukáš Dlouhý          | 2     | 2          | -          | -            | -              | -              | 1         | 1    | -     | 2         | -     |
| 14.    | Mardy Fish            | 2     | -          | -          | 1            | 1              | -              | 2         | -    | -     | 1         | 1     |
| 14.    | Colin Fleming         | 2     | -          | -          | -            | -              | 2              | 2         | -    | -     | -         | 2     |
| 14.    | Mariusz Fyrstenberg   | 2     | -          | -          | -            | -              | 2              | 1         | -    | 1     | 1         | 1     |
| 14.    | Julian Knowle         | 2     | -          | -          | -            | 1              | 1              | 2         | -    | -     | 2         | -     |
| 14.    | Mark Knowles          | 2     | -          | -          | 1            | 1              | -              | 2         | -    | -     | 1         | 1     |
| 14.    | Marcin Matkowski      | 2     | -          | -          | -            | -              | 2              | 1         | -    | 1     | 1         | 1     |
| 14.    | Jürgen Melzer         | 2     | -          | -          | -            | 1              | 1              | 2         | -    | -     | 2         | -     |
| 14.    | Wesley Moodie         | 2     | -          | -          | -            | -              | 2              | -         | -    | 2     | 2         | -     |
| 14.    | Dick Norman           | 2     | -          | -          | -            | -              | 2              | 1         | -    | 1     | 2         | -     |
| 14.    | Leander Paes          | 2     | 2          | -          | -            | -              | -              | 1         | 1    | -     | 2         | -     |
| 14.    | Ken Skupski           | 2     | -          | -          | -            | -              | 2              | 2         | -    | -     | -         | 2     |
| 14.    | Jo-Wilfried Tsonga    | 2     | -          | -          | 1            | -              | 1              | 2         | -    | -     | 2         | -     |
| 14.    | Dmitri Tursunow       | 2     | -          | -          | -            | 1              | 1              | 2         | -    | -     | 2         | -     |
| 30.    | Simon Aspelin         | 1     | -          | -          | -            | 1              | -              | -         | 1    | -     | 1         | -     |
| 30.    | Mahesh Bhupathi       | 1     | -          | -          | 1            | -              | -              | 1         | -    | -     | 1         | -     |
| 30.    | Jamie Cerretani       | 1     | -          | -          | -            | -              | 1              | 1         | -    | -     | 1         | -     |
| 30.    | Marco Chiudinelli     | 1     | -          | -          | -            | -              | 1              | -         | 1    | -     | 1         | -     |
| 30.    | Arnaud Clément        | 1     | -          | -          | -            | -              | 1              | 1         | -    | -     | -         | 1     |
| 30.    | Brian Dabul           | 1     | -          | -          | -            | -              | 1              | -         | 1    | -     | 1         | -     |
| 30.    | Rik De Voest          | 1     | -          | -          | -            | 1              | -              | 1         | -    | -     | 1         | -     |
| 30.    | Marc Gicquel          | 1     | -          | -          | -            | -              | 1              | 1         | -    | -     | 1         | -     |
| 30.    | Ernests Gulbis        | 1     | -          | -          | -            | -              | 1              | 1         | -    | -     | 1         | -     |
| 30.    | Tommy Haas            | 1     | -          | -          | -            | -              | 1              | 1         | -    | -     | -         | 1     |
| 30.    | Paul Hanley           | 1     | -          | -          | -            | 1              | -              | -         | 1    | -     | 1         | -     |
| 30.    | Jan Hernych           | 1     | -          | -          | -            | -              | 1              | -         | 1    | -     | 1         | -     |
| 30.    | Michail Juschny       | 1     | -          | -          | -            | -              | 1              | -         | -    | 1     | 1         | -     |
| 30.    | Christopher Kas       | 1     | -          | -          | -            | -              | 1              | -         | -    | 1     | 1         | -     |
| 30.    | Jordan Kerr           | 1     | -          | -          | -            | -              | 1              | -         | -    | 1     | 1         | -     |
| 30.    | Philipp Kohlschreiber | 1     | -          | -          | -            | -              | 1              | -         | -    | 1     | 1         | -     |
| 30.    | Michael Lammer        | 1     | -          | -          | -            | -              | 1              | -         | 1    | -     | 1         | -     |
| 30.    | Jaroslav Levinský     | 1     | -          | -          | -            | -              | 1              | -         | 1    | -     | 1         | -     |
| 30.    | Scott Lipsky          | 1     | -          | -          | -            | -              | 1              | -         | 1    | -     | 1         | -     |
| 30.    | Michaël Llodra        | 1     | -          | -          | -            | -              | 1              | 1         | -    | -     | -         | 1     |
| 30.    | Marc López            | 1     | -          | -          | -            | -              | 1              | 1         | -    | -     | 1         | -     |
| 30.    | Nicolas Mahut         | 1     | -          | -          | -            | -              | 1              | 1         | -    | -     | -         | 1     |
| 30.    | Alberto Martín        | 1     | -          | -          | -            | -              | 1              | -         | 1    | -     | 1         | -     |
| 30.    | Marcelo Melo          | 1     | -          | -          | -            | -              | 1              | -         | 1    | -     | 1         | -     |
| 30.    | Ivo Minář             | 1     | -          | -          | -            | -              | 1              | -         | 1    | -     | 1         | -     |
| 30.    | Maks Mirny            | 1     | -          | -          | 1            | -              | -              | 1         | -    | -     | 1         | -     |
| 30.    | Rafael Nadal          | 1     | -          | -          | -            | -              | 1              | 1         | -    | -     | 1         | -     |
| 30.    | Filip Polášek         | 1     | -          | -          | -            | -              | 1              | -         | 1    | -     | 1         | -     |
| 30.    | Andy Ram              | 1     | -          | -          | 1            | -              | -              | 1         | -    | -     | 1         | -     |
| 30.    | Tommy Robredo         | 1     | -          | -          | -            | -              | 1              | -         | 1    | -     | 1         | -     |
| 30.    | Andy Roddick          | 1     | -          | -          | 1            | -              | -              | 1         | -    | -     | 1         | -     |
| 30.    | André Sá              | 1     | -          | -          | -            | -              | 1              | -         | 1    | -     | 1         | -     |
| 30.    | Bruno Soares          | 1     | -          | -          | -            | -              | 1              | 1         | -    | -     | -         | 1     |
| 30.    | Radek Štěpánek        | 1     | -          | -          | -            | -              | 1              | 1         | -    | -     | -         | 1     |
| 30.    | Kevin Ullyett         | 1     | -          | -          | -            | -              | 1              | 1         | -    | -     | -         | 1     |
| Gesamt |                       | 130   | 8          | 2          | 18           | 22             | 80             | 76        | 42   | 12    | 96        | 34    |

## Rücktritte
- Guillermo Coria – 22. März 2009
- Nicolas Coutelot – April 2009
- Tomáš Zíb – 18. April 2009
- Thomas Johansson – 5. April 2009
- Alexander Waske – 7. Juni 2009
- Jim Thomas – 28. Juni 2009
- Agustín Calleri – 19. Juli 2009
- Petr Pála – 2. August 2009
- Andrei Pavel – 27. September 2009
- Werner Eschauer – November 2009
- Lee Hyung-taik – 1. November 2009
- Sergio Roitman – 14. November 2009
- Marat Safin – 15. November 2009
- Mariano Puerta – 22. November 2009
- Luis Horna – 22. November 2009